# Dictionnaire de Buda
Le Dictionnaire de Buda ou Lexicon de Buda (Lexiconul de la Buda en roumain), paru en 1825, est le premier dictionnaire roumain quadrilingue roumain-latin-hongrois-allemand. Il est écrit pendant près de 30 ans par plusieurs auteurs de l’École transylvanienne et est considéré comme un chef-d’œuvre de la langue roumaine. C’est le premier ouvrage roumain à utiliser ce qui est aujourd’hui les lettres S et T virgule souscrite ‹ Ș ș › et ‹ Ț ț › de l’alphabet roumain, déjà proposée par Petru Maior dans Orthographia romana sive latino-valachica, una cum clavi, publié en 1819 et intégré dans le Dictionnaire.
Il compte plus de 13 000 entrées sur 771 pages.